# Ділова поїздка
«Ділова поїздка» («İşgüzar Səfər») — радянський телефільм 1982 року, знятий режисером Расімом Ісмайловим на кіностудії «Азербайджанфільм».

## Сюжет
Телефільм за мотивами однойменної повісті Р. Ібрагімбекова. Оповідає про стосунки, які зароджуються між простим молодим чоловіком, що прибув із села до Баку у справах і різними людьми.

## У ролях
- Фахраддін Манафов — Енвер
- Расмі Джабраїлов — Байрамов
- Світлана Родіна — Тома
- Фікрет Мамедов — Гамід
- Гаджи Ісмайлов — Октай
- Бахтіяр Ханізаде — епізод
- Земфіра Садихова — епізод
- Рафік Алієв — Рафік
- Акіф Мусаєв — епізод
- Гюндуз Аббасов — епізод
- Сулейман Алескеров — епізод
- Сона Асланова — епізод
- Д. Богданов — епізод
- Сідіке Гейдарова — епізод
- Земфіра Ісмаїлова — епізод
- Мабут Магеррамов — епізод
- Хіджран Мехбалієва — епізод
- Талят Рахманов — епізод
- Фархад Гусейнов — епізод
- Багадур Алієв — житель села

## Знімальна група
- Режисер — Расім Ісмайлов
- Сценарист — Рустам Ібрагімбеков
- Оператор — Гусейн Мехтієв
- Композитор — Полад Бюль-Бюль огли
- Художник — Рафіс Ісмайлов